# St. Michael (Bubenhausen)

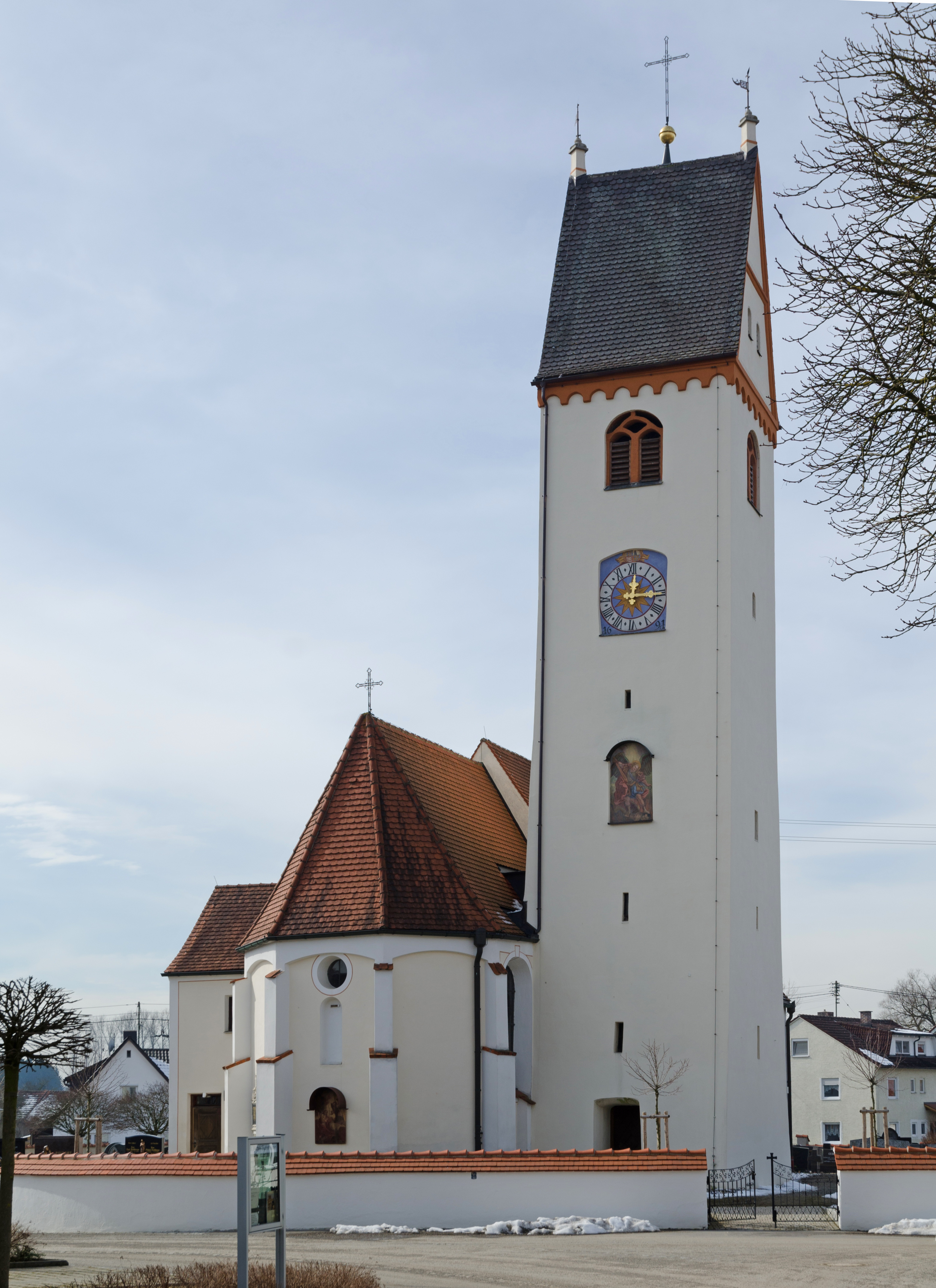
St. Michael in Bubenhausen

Die römisch-katholische Pfarrkirche St. Michael steht in Bubenhausen, einem Stadtteil von Weißenhorn im schwäbischen Landkreis Neu-Ulm in Bayern. Das denkmalgeschützte Bauwerk ist in der Liste der Baudenkmäler in Weißenhorn unter der Nr. D-7-75-164-129 eingetragen. Die Kirchengemeinde gehört zum Dekanat Neu-Ulm des Bistums Augsburg.

## Beschreibung
Die Saalkirche wurde 1512 erbaut. Sie besteht aus einem Langhaus, einem eingezogenen, dreiseitig geschlossenen, von Strebepfeilern gestützten Chor im Osten, einem sich nach oben verjüngenden Chorflankenturm, dessen untere Geschosse vom Anfang des 15. Jahrhunderts stammen, und der quer mit einem Satteldach bedeckt ist, an der Nordwand und der Sakristei an der Südwand des Chors. Das oberste  Geschoss des Chorflankenturms beherbergt hinter den Klangarkaden den Glockenstuhl mit drei Kirchenglocken. 
Zur Kirchenausstattung gehört ein Hochaltar, auf dessen Altarretabel der gekreuzigte Jesus Christus dargestellt ist. Die Orgel wurde 1995 von Markus Riefle gebaut.